# Луїс Карлос Перейра
Луїс Карлос Перейра (порт. Luiz Carlos Pereira, нар. 6 березня 1960, Сан-Паулу) — бразильський футболіст, що грав на позиції захисника.
Більшу частину кар'єри провів у Японії, граючи за клуби «Верді Кавасакі» та «Консадолє Саппоро».

## Ігрова кар'єра
У дорослому футболі дебютував виступами за команду клубу «Гуарані» (Асунсьйон). Своєю грою за цю команду привернув увагу представників тренерського штабу клубу «Верді Кавасакі», до складу якого приєднався 1992 року, а вже наступного року зіграв у новоствореній Джей-лізі і став її першим чемпіоном. У наступному сезоні клубу вдалося повторити успіх, а Перейра був визнаний найціннішим гравцем чемпіонату. Причому в 1993 і 1994 році він потрапляв до символічної збірної Джей-ліги.
На початку 1996 року Перейра підписав контракт з «Консадолє Саппоро», що виступав в Японській Футбольній лізі. У 1997 році він допоміг команді вийти у вищий дивізіон, де в наступному році і завершив кар'єру.

## Досягнення

### Командні
- Чемпіон Японії (2):

«Верді Кавасакі»: 1993, 1994
- Володар Кубка Джей-ліги (3):

«Верді Кавасакі»: 1992, 1993, 1994
- Володар Суперкубка Японії (2):

«Верді Кавасакі»: 1994, 1995

### Особисті
- Найцінніший гравець Джей-ліги: 1994
- Символічна збірна Джей-ліги: 1993, 1994
- Футболіст року в Японії: 1994